# نادي الزعيم
نادي الزعيم الرياضي هو فريق كرة قدم عراقي مقره في الصويرة، واسط، يلعب في الدوري العراقي الدرجة الثانية.

## روابط خارجية
- نادي الزعيم على Goalzz.com
- أندية العراق - تواريخ التأسيس